# ZIK (інформаційна агенція)
Інформаційна агенція ZIK («Західна інформаційна корпорація») — нині проросійське партійне інформаційне агентство. Є одним з найстаріших інформаційних інтернет-агентств на заході України. Дата заснування:  14 липня 2004 року.
Головна редакторка — Вергелес Тетяна Володимирівна (до 14 червня 2019 року).
До червня 2019 власником був Петро Димінський, після того — політик Віктор Медведчук.
До медіахолдингу разом з інформаційною агенцією входить телеканал ZIK, який вперше вийшов в ефір 1 вересня 2010 року.